# 비비안 웨스트우드
비비안 이저벨 웨스트우드 여사(영어: Dame Vivienne Isabel Westwood, DBE, 1941년 4월 8일 ~ 2022년 12월 29일)는 잉글랜드의 패션 디자이너이자 사업가이다.

## 개요
동명의 패션 브랜드를 설립했으며, 반항적인 느낌과 우아함을 한 데 갖춘 전위적 디자인으로 펑크 패션과 뉴 웨이브 패션을 주류로 이끌었다는 평을 받는다. 브랜드 로고로는 왕관과 지구를 모티프로 한 구체(orb)를 사용했다.

## 국제적인 성공
런던의 4개 매장으로 시작해 세계 각지에 매장을 열었다.

## 사생활
1962년 진공 청소기 회사의 견습생 데릭 웨스트우드와 결혼하면서 그녀도 웨스트우드라는 성을 갖게 되었다. 자기 결혼식에 손수만든 드레스를 입을 정도로 손재주가 있었다. 부부는 두 아들을 두었다가 1965년 이혼하지만 전 남편의 성을 계속 사용한다. 이후 1992년 빈 응용예술대학교 교수 시절 안드레아스 크론탈러와 만나 재혼했다.

## 서훈
- 1992년 대영 제국 훈장 4등급(OBE)[2]
- 2006년 대영 제국 훈장 2등급(DBE, 작위급 훈장)[1]